# Seližarovka
Seližarovka (rusky Селижаровка) je řeka ve Tverské oblasti na severozápadě evropské části Ruska. Je dlouhá 36 km. Povodí řeky je 2950 km².

## Průběh toku
Odtéká z jihozápadního konce dlouhého a úzkého Seližarovského plesa jezera Seliger. Na horním toku má šířku 25 až 30 m a rychlý tok, přičemž v korytě překonává kameny a nevelké říční prahy. Břehy jsou vysoké a porostlé lesem. Na dolním toku se dolina rozšiřuje a tok zpomaluje. Ústí zleva do Volhy jako jeden z prvních jejich větších přítoků, přičemž je jen o málo menší než samotná Volha, jež dosahuje u soutoku šířky 30 až 40 m.

### Přítoky
Největším přítokem je Tichvina zleva.

## Vodní režim
Průměrný roční průtok vody činí 20 m³/s.

## Využití
Největší obydlené místo na řece je vesnice Seližarovo v jejím ústí. Řeka je oblíbená vodáky a také rybáři. Na jejich březích se nachází mnoho rekreačních domů a pensionů.